# Os Homens das Estrelas
Os Homens das Estrelas (no original em inglês Star Man) é um romance de ficção científica escrito por Stuart J. Byrne e publicado originalmente em 1969. Foi publicado em Portugal em 1975 pela Coleção Argonauta com o número 213.

## Sinopse
Astronauta estadunidense parte em uma nave experimental rumo ao espaço profundo. Sofre um acidente e tem seu corpo congelado quase que instantaneamente. Ao despertar, percebe que alguém – ou algo – o resgatou e que não faz a menor ideia de onde – ou quando – está.
Larry Buchanan, o herói do romance de Byrne, vive uma série de aventuras rocambolescas sempre escapando com vida no último segundo. Em meio a socos e correrias, ainda encontra tempo para se envolver sentimentalmente com duas mulheres – nenhuma delas nascida na Terra.